# Benifallim
Benifallim és una població del País Valencià a la comarca de l'Alcoià.
| Penàguila | Penàguila               | Penàguila |
| Alcoi     |                         | Penàguila |
| Alcoi     | La Torre de les Maçanes | Penàguila |

## Geografia
Ubicada en la serra del Rontonar, compta amb paratges esquerps que inviten a la caminada. Les excursions més característiques són les que duen del poble al castell o al pou de neu del coscollar de la serra, a més de la que puja al cim Rontonar. La població manté les característiques dels pobles de muntanya, carrers estrets i costeruts i cases blanques. El seu terme municipal té una extensió de 13,7 km².

## Orografia[1]
| - Altet del Vell - Corona de Vacarisses - Cova de Gori - Cova del Tio Maca - Coveta de Felip - Coveta dels Clots - El Carrascal - El Collado | - El Cotit - El Morral - El Rontonar - El Tossal - Els Cauets de la Rabosa - La Corona - La Moleta - Morret de Jeroni | - Morret de la Ruda - Morret del Comte - Morret del Currero - Morro de la Pedrissa - Morro de la Vena - Penya Catxa - Penya de Gori - Penya de la Botzina | - Penya de Migjorn - Penya del Carrascal - Penyes de Martí - Plana de Baix - Plana de Dalt - Port de Benifallim - Rastellera del Castell |

## Hidrografia[2]
| - Alcavó de la Serra - Alcavó del Cementeri - Alcavó del Tio Crespo - Alcavonet del Paradet - Alcavonet del Tio Serra - Alcavonet del Viudo - Androna de Borrell - Barranc de la Canaleta - Barranc de la Capella - Barranc de la Fonteta dels Asnars - Barranc de la Marrada - Barranc de les Ventreres - Barranc del Bumbot - Barranc del Paradet - Barranc del Pla - Barranc del Rontonar - Barranc del Tormo - Barranc dels Clots | - Barranc dels Horts - Barranc dels Vilars - Barranc Fort - Barranquet de l'Espartero - Barranquet de la Tia Pintada - Bassa d'aprovisionament - Bassa del Maset de Doménech - Bassa i Llavador de la Capella - Boca de l'Androna de Borrell - Codolles del Rontonar - El Pont de Terra - Els Fontanals - Font de l'Alcavó - Font de la Devesa - Font de la Marrada - Font de la Vaca - Font del Calvari - Font del Maset de Doménech | - Font del Racó de la Bassa - Font del Rontonar - Font del Tio Maca - Font dels Escaigs - Fonteta de José María - Fonteta de la Picona - Fonteta de la Teula - Fonteta del Port - Fonteta dels Asnars - Fonteta dels Clots - Fonteta dels Horts - Fonteta dels Vilars - Molí de Ciment - Molí de Ciment dels Horts - Pou del Castell - Pou del Morral - Pou del Port |

## Antics nuclis poblacionals[2]
| - Benifallim - Caseta de Balaguer - Caseta de Batiste - Caseta de Cotit - Caseta de la Capella - Caseta de les Puntes - Caseta de Senén - Caseta del Xeu - Caseta dels Cardenals | - Caseta dels Catalans - Casetes de Berenguer - Corral d'Esparsa - Corral del Calvari - Corral del Comte - Corral del Paradet - Corral del Planet - Corral del Roig - Corral del Tio Batiste el Gerró | - Corral dels Cullerots - Corral dels Gaietans - La Granja - Mas Blanc - Mas de Doménech - Mas de la Devesa - Mas de Vacarisses - Mas del Baló - Mas del Carrascalet |

## Partides i paratges[3]
| - Blanquinal - El Baló - El Berenguer - El Bessó - El Caragol - El Carrascal - El Carrascalet - El Carrió - El Castell - El Cementeri del Carrascalet - El Clot de la Llebre - El Freginal - El Guaretó del Mas Blanc - El Mas Blanc - El Mas de Doménech | - El Mas de Vacarisses - El Paradet - El Pinaret - El Planet - El Port - El Racó de la Bassa - El Rajolí - El Rontonar - El Rontonaret - El Serradalet - El Torrero - Els Clots - Els Horts - Els Marges - Els Olivars | - Els Racons - Els Serradals - Els Vilars - L'Altet del Vell - L'Ereta - L'Ombria - La Capella - La Costera - La Costera d'Andreu - La Costera de la Mare de Déu - La Devesa - La Foia - La Foia de Llopis - La Foieta - La Foieta de les Penyes de Martí | - La Font de l'Arbre - La Joquera - La Marrada - La Moleta - La Paradeta - La Parafanga - La Retura - La Serra - La Solaneta - La Solsida dels Cardenals - Les Eres de Benifallim - Les Planes - Les Puntes - Les Ribes - Matapollar |

## Altres llocs d'interés[4]
| - Calvari - Campament del Port - Castell | - Cementeri - Jaciment Arqueològic de l'Altet del Vell - Jaciment Arqueològic del Mas del | - Carrascalet - La Revolta del Rontonar - Pontet de l'Espartero |

## Història
Població d'origen musulmà. Fou ocupada per Jaume I a mitjans del segle xiii. Bernat de Cruïlles i de Peratallada va obtindre el seu senyoriu el 1316, que hi concedí carta de població. La seua església s'independitzà de la parròquia de Benilloba el 1535. Fou lloc de moriscos integrat per 42 famílies, uns 190 habitants, l'any 1572. Va pertànyer al senyoriu dels Castelló i, posteriorment al comte de Ròtova.

## Edificis d'interés
Del seu patrimoni:
- Castell àrab. De grans dimensions, en estat de ruïna. Sembla que és el més antic construït en les comarques del sud.
- Palau dels comtes de Ròtova. Actual ajuntament.
- Església mossàrab de sant Miquel arcàngel del segle xix.

## Política i govern

### Corporació Municipal
El Ple de l'Ajuntament està format per 5 regidors. En les eleccions municipals de 26 de maig de 2019 foren elegits 4 regidors del Partit Popular (PP) i 1 regidor de Compromís per Benifallim.
| Eleccions municipals de 26 de maig de 2019 - Benifallim                                                         |                                          |                                     | |                                           |          |          |
| Candidatura | Candidatura                              | Candidatura                         | Candidats | Vots                                      | Vots     | Regidors |
| | Partit Popular                           |                                     | José Carlos Barrachina Bernabeu Maria Jesús García Barrachina Francisco Jorge Aznar Jordà Miguel Vicens Ibáñez | 51 ( Sí) · 45 ( Sí) · 43 ( Sí) · 38 ( Sí) | 65,00%   | 5 ()     |
| | Compromís per Benifallim                 |                                     | Pau Francesc Torregrosa i Coloma                                                                               | 19 ( Sí)                                  | 23,75%   | 0        |
| | Partit Socialista del País Valencià-PSOE |                                     | José Navarrete Tudela                                                                                          | 19 ( No)                                  | 23,75%   | 0 ()     |
| | Vots en blanc                            |                                     | | 0                                         | 0,00%    |          |
| Total vots vàlids i regidors                                                                                    | Total vots vàlids i regidors             | Total vots vàlids i regidors        | Total vots vàlids i regidors                                                                                   | 80                                        | 100 %    | 5        |
| | Vots nuls                                | Vots nuls                           | Vots nuls | 2                                         | 2,44%    |          |
| Participació (vots vàlids més nuls)                                                                             | Participació (vots vàlids més nuls)      | Participació (vots vàlids més nuls) | Participació (vots vàlids més nuls)                                                                            | 82                                        | 82,00%** |          |
| Abstenció | Abstenció                                | Abstenció                           | Abstenció | 18*                                       | 18,00%** |          |
| Total cens electoral                                                                                            | Total cens electoral                     | Total cens electoral                | Total cens electoral                                                                                           | 100*                                      | 100 %**  |          |
| Alcaldessa: José Carlos Barrachina Bernabeu (PP) (15/06/2019) Per majoria absoluta dels vots dels regidors      |                                          |                                     | |                                           |          |          |
| Fonts: JEC, JEZ Alcoi, Periòdic Ara. (* No són vots sinó electors. ** Percentatge respecte del cens electoral.) |                                          |                                     | |                                           |          |          |

### Alcaldia
Des de 1991 l'alcalde de Benifallim és José Carlos Barrachina Bernabeu del Partit Popular (PP).
| Període                       | Alcalde o alcaldessa            | Partit polític | Data de possessió | Observacions |
| ----------------------------- | ------------------------------- | -------------- | ----------------- | ------------ |
| 1979–1983                     | Jose Luís Ibáñez Lloréns        | UCD            | 19/04/1979        | --           |
| 1983–1987                     | Joaquín García Tomás            | AP-PDP-UL-UV   | 28/05/1983        | --           |
| 1987–1991                     | Joaquín García Tomás            | PSPV-PSOE      | 30/06/1987        | --           |
| 1991–1995                     | José Carlos Barrachina Bernabeu | PP             | 15/06/1991        | --           |
| 1995–1999                     | José Carlos Barrachina Bernabeu | PP             | 17/06/1995        | --           |
| 1999–2003                     | José Carlos Barrachina Bernabeu | PP             | 03/07/1999        | --           |
| 2003–2007                     | José Carlos Barrachina Bernabeu | PP             | 14/06/2003        | --           |
| 2007–2011                     | José Carlos Barrachina Bernabeu | PP             | 16/06/2007        | --           |
| 2011–2015                     | José Carlos Barrachina Bernabeu | PP             | 11/06/2011        | --           |
| 2015–2019                     | José Carlos Barrachina Bernabeu | PP             | 13/06/2015        | --           |
| 2019-2023                     | José Carlos Barrachina Bernabeu | PP             | 15/06/2019        | --           |
| Des de 2023                   | n/d                             | n/d            | 17/06/2023        | --           |
| Fonts: Generalitat Valenciana |                                 |                |                   |              |

## Demografia i economia
La seua economia, basada en una agricultura de secà, ha influït en l'emigració de la població. Des del 1900 fins a l'any 1970 la demografia ha minvat un 56%; en 2003 es constaten 140 habitants.
A data de 2022, Benifallim tenia 106 habitants (INE).
| any  | habitants |
| ---- | --------- |
| 1857 | 630       |
| 1887 | 596       |
| 1900 | 547       |
| 1910 | 508       |
| 1920 | 401       |
| 1930 | 511       |
| 1940 | 389       |
| 1950 | 339       |
| 1960 | 267       |
| 1970 | 183       |
| 1981 | 196       |
| 1991 | 166       |
| 2000 | 148       |
| 2010 | 114       |
| 2020 | 102       |